# 丁蒂孔

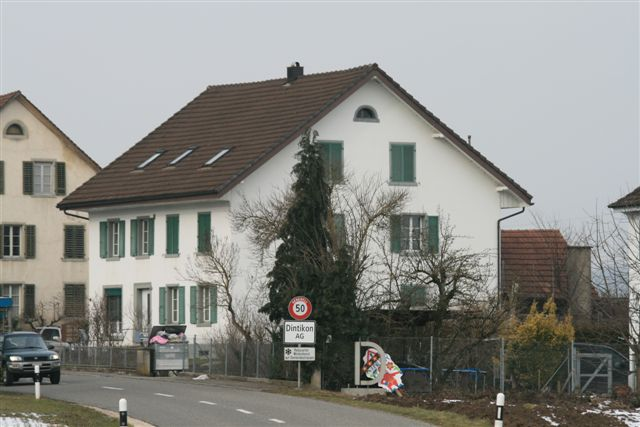

丁蒂孔是瑞士的城鎮，位於該國北部，由阿爾高州負責管轄，面積3.73平方公里，海拔高度449米，2012年人口1,988，一半人口信奉基督教，人口密度每平方公里533人。